# Pandanus gibbsianus
Pandanus gibbsianus är en enhjärtbladig växtart som beskrevs av Ugolino Martelli. Pandanus gibbsianus ingår i släktet Pandanus och familjen Pandanaceae. Inga underarter finns listade.